# 택티컬 커맨더스
《택티컬 커맨더스》(Tactical Commanders)는 대한민국의 대규모 다중 사용자 온라인 실시간 전략 게임(MMORTS)이다. 넥슨이 2001년 배급했으며, 여러 나라에 배급되었다. 대한민국에서는 2005년 12월 31일 서비스를 종료했다.

## 수상 경력
- 2000년 대한민국 게임대상 - 온라인 게임 부문 대상 수상
- 2000년 9월 이달의 우수게임 선정
- 2000년 동아 · LG 국제 만화 게임 페스티벌 - 최우수 게임 디자인상 수상
- 2001년 IGF(Independent Games Festival) - 대상, 인기상, 게임 디자인상, 기술상 - 4개 부문 수상
- 2001년 美 게임스팟 선정, ‘올해 최고의 인터넷 전략시뮬레이션 게임’

## 국가에 따른 차이
대체로 동아시아권에는《택티컬 커맨더스》라는 이름으로 서비스했으며, 영미 · 유럽권에는 다른 이름으로 서비스했다. 실제로 서버의 운영 방법도 이름에 따라 갈리는 경향이 있어서, 일본, 타이완 서버는 대한민국 서버와 매우 비슷한 체제로 운영된 것과 달리, 미국판인《Shattered Galaxy(셰터드 갤럭시)》는 기초적인 수치부터 전략까지 완전히 다르게 구성되어 있다. 대한민국의 서비스 중지 이후 미국에서는 넥슨이라는 이름을 더 이상 사용하지 않고 KRU Interactive에서 직접 서비스하는 형식을 취하고 있다.
대한민국에서는 배틀 존(Battle Zone)이라는 서버가 독특한 실시간 전략 게임 서버로서 서비스 되었다.

## 서비스 종료
- 서버 해킹을 비롯한 각종 게임 내 오류 악용이 심화되어 넥슨은 게임 유지 및 보수를 포기하고 서비스를 대한민국, 일본, 타이완에서 종료했다.
- 넥슨의 다른 게임들과 달리, 유료 결제 이용자의 수가 상당히 적으며, 게임 특성상 서비스 유지 및 관리에 많은 인력이 필요한 것도 주요한 원인으로 꼽힌다.
- 대한민국에서의 서비스 종료 이후에도 미국 서버는 자체적으로 소규모 업데이트를 하며 관리되고 있다.
- 이후 독일 서버의 서비스가 종료되었다.
- 한편, 한국 유저들 중 일부는 미국 서버인 Shattered Galaxy에서 여전히 게임을 즐기고 있으며, 카페를 만들어 공략법과 한글패치법 등을 게시해놓았다.

## 평가
| 평가 |        |
| --- | ------ |
| 통합 점수 통합사 점수 메타크리틱 79/100 [ 1 ] 평론 점수 평론사 점수 CGW [ 2 ] 게임 인포머 8/10 [ 3 ] 게임 레볼루션 B− [ 4 ] 게임스팟 8/10 [ 5 ] 게임스파이 77% [ 6 ] 게임존 8/10 [ 7 ] IGN 8/10 [ 8 ] PC 게이머 (US) 64% [ 9 ] |        |
| 통합 점수 |        |
| 통합사 | 점수   |
| 메타크리틱 | 79/100 |
| 평론 점수 |        |
| 평론사 | 점수   |
| CGW | [ 2 ]  |
| 게임 인포머 | 8/10   |
| 게임 레볼루션 | B−     |
| 게임스팟 | 8/10   |
| 게임스파이 | 77%    |
| 게임존 | 8/10   |
| IGN | 8/10   |
| PC 게이머 (US) | 64%    |